# Maszyna Z
Maszyna Z (ang Z machine) – największy na świecie generator promieni X. Zaprojektowana do testowania materiałów na ekstremalną temperaturę i ciśnienie. Dane z pomiarów mają być wykorzystane w projektowaniu broni atomowej. Urządzenie znajduje się w Albuquerque, w Nowym Meksyku. Na maszynie operuje Sandia National Laboratories.
Trwa też projekt użycia maszyny do generowania użytecznej energii z reakcji termojądrowych – przy pomocy metody Magnetized Liner Inertial Fusion (MagLIF).